# Ernesto de la Fuente Torres
Ernesto de la Fuente Torres (m. 1937) va ser un militar espanyol.

## Biografia
El juliol del 1936, a l'esclat de la Guerra civil, ostentava el rang de capità d'Estat Major i es trobava destinat a Bilbao. Es va mantenir fidel a la República, oposant-se a la revolta militar. Durant el transcurs de la guerra va ser breument cap del I Cos d'Exèrcit d'Euzkadi, i més endavant cap d'Estat Major del XIV Cos d'Exèrcit. Va ser fet presoner pels franquistes i empresonat. Seria afusellat a Bilbao el 18 de desembre de 1937.